# Vaccin tifoidic
Vaccinurile tifoide reprezintă vaccinurile care previn febra tifoidă. Există două tipuri de
vaccinuri disponibile la scară largă: Ty21a⁠(d), o tulpină de vaccin viu cu administrare orală și vaccinul Vi capsular polizaharidic,⁠(d) un vaccin subunitar⁠(en)[traduceți] injectabil. Acestea sunt eficiente în procent de aproximativ 30 și până la 80%, timp de aproape 3 ani.
Organizația Mondială a Sănătății recomandă vaccinarea tuturor copiilor din zonele unde boala este comună. De altfel, recomandă vaccinarea tuturor persoanelor expuse unui risc ridicat de îmbolnăvire. Campaniile de vaccinare pot ajuta la prevenirea răspândirii bolii. În funcție de situație, sunt recomandate doze suplimentare la fiecare șapte ani. În Statele Unite ale Americii, vaccinul este recomandat doar celor expuși unui risc ridicat de
contactare a bolii, cum ar fi turiștii care călătoresc spre zone ale lumii unde boala este comună.
Vaccinurile actuale sunt foarte sigure. Pot apărea efecte secundare minore la locul injecției. Vaccinul injectabil este sigur pentru persoanele cu HIV/SIDA, iar vaccinul oral poate fi administrat atât timp cât simptomele nu sunt prezente. Siguranța vaccinului cu administrare orală nu este clară în cazul sarcinii.
Primele vaccinuri tifoide au fost elaborate în anul 1896 de către Almroth Edward Wright⁠(d), Richard Pfeiffer⁠(d) și Wilhelm Kolle⁠(d). Din cauza efectelor secundare, sunt recomandate formulele mai recente. Vaccinurile tifoide se află pe lista medicamentelor esențiale a Organizației Mondiale a Sănătății a celor mai importante medicamente necesare într-un sistem de sănătate de bază.